# Ungeren
 Denne artikel omhandler tv-serien Ungeren fra 2024. Opslagsordet har også en anden betydning, se Ungdomshuset.
Ungeren (med den fulde titel Ungeren - Overgi'r sig aldrig) er en dansk TV-serie om Ungdomshusets sidste tid, inden tilholdsstedet for unge på Jagtvej i København blev stormet af politiet 1. marts 2007. Serien blev instrueret af Mads Matthiesen og sendt på DR fra 4. oktober 2024. Serien bestod af fem afsnit af ca. en halv times længde.
Serien er produceret af Helle Faber og Made in Copenhagen.

## Handling
Serien følger den 22-årige Iben (Thit Aaberg) og hendes to år yngre kæreste Alex (Elias Budde Christensen) gennem de sidste seks måneder af Ungdomshusets levetid. Begge bor i Ungdomshuset, deltager i dets aktiviteter og er optaget af at sikre husets overlevelse. Men mens Iben søger en fredelig løsning gennem forhandlinger med Borgerrepræsentationen og husets juridiske ejere Faderhuset, tilhører Alex den mere kompromisløse del af Ungdomshusets beboere, der er parat til at tage hårdere midler i brug for at bevare det. Det skaber splid hos parret og mellem de øvrige beboere, hvor alle har hver deres holdning til, hvordan en muligvis kommende konfrontation med politiet skal forme sig.

## Medvirkende
Blandt hovedpersonerne er:
- Thit Åberg - Iben
- Elias Budde Christensen - Alex
- Mohamed Djeziri - Thomas
- Vilmer Trier Brøgger - Stoffer
- Anna Daneskov Petersen - Camilla
- Esben Dalgaard - advokat
- Frederik Meldal Nørgaard  - politiets indsatsleder

## Modtagelse
Modtagelsen af serien var blandet. I dagbladet Information kaldte Lone Nikolajsen serien for "den bedste danske tv-serie, jeg har set i år". I Weekendavisen skrev Johannes Fogtman, at serien var "et strukturelt udfordret, men fint ungdomsdrama om et af de vigtigste kapitler i den nyere hovedstadshistorie", mens Sarah Iben Albjerg i Berlingske gav serien tre stjerner ud af seks og mente, at DR var så forhippet på at male et skønmaleri af Ungdomshuset, at tv-serien var tæt på at være propaganda. Jyllands-Postens Freja Dam var lidt mere gavmild og tildelte serien fire af seks stjerner med en kommentar om, at fortællingen var gribende og autentisk, men savnede nuancer i skildringen af inderkredsens interne konflikter.